# John Taylor (atleet)
John Baxter Taylor (Washington D.C., 3 december 1882 - Philadelphia, 2 december 1908), was een Amerikaans atleet.

## Biografie
Taylor won tijdens Olympische Zomerspelen 1908 de gouden medaille op de Olympische estafette. Taylor was de eerste Afro-Amerikaanse olympisch kampioen.
Taylor had zich geplaatst voor de finale van de 400 meter. Nadat zijn landgenoot John C. Carpenter in de finale was gediskwalificeerd, mocht Taylor van de Amerikaanse bestuurders niet starten in de nieuw uitgeschreven finale over 400 meter.

## Palmares

### 400 meter
- 1908: finale OS

### Olympische estafette
- 1908:  OS - 3.29,5

- Gemeinsame Normdatei: 1297255070
- World Athletics: 14991615
- Virtual International Authority File: 104499510
- WorldCat: E39PBJjXgYbpxvj7DpfJm6y8G3